# Schladen
Schladen [ʃladn] ist ein Ortsteil und der Verwaltungssitz der Gemeinde Schladen-Werla im Landkreis Wolfenbüttel (Niedersachsen).

## Geografie
Schladen liegt im Nördlichen Harzvorland zwischen dem Oderwald im Norden und dem Harlyberg im Süden. Benachbarte Städte sind die Kreisstadt Wolfenbüttel im Norden, Vienenburg und Bad Harzburg im Süden sowie im Osten Hornburg. Der Ort wird in Süd-Nord-Richtung von der Oker durchflossen, in die hiesig die Wedde (auch Weddebach genannt) einmündet. Im Norden schließt sich direkt das Gelände der Königspfalz Werla an.

## Geschichte

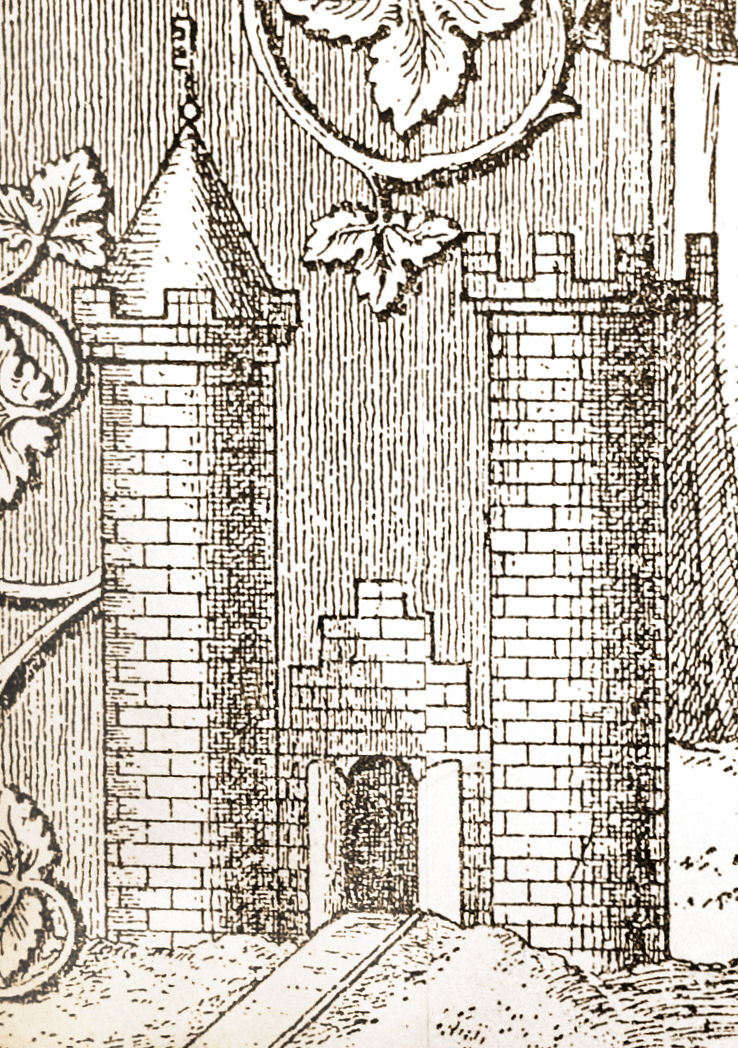
Burg Schladen 1363; stilisierte Darstellung auf der Grabplatte Bischof Heinrichs III.

Schladen wurde urkundlich erstmals 1154 als „Schladheim“ (Siedlung im Sumpf) erwähnt. Der alte Dorfkern war durch einen Doppelgraben geschützt, die Ostgrenze bildete die Wedde.
Die Geschichte Schladens ist eng mit der ottonischen Königspfalz Werla verbunden, deren Reste sich etwa 2 km nördlich des Ortes finden. In Schladen lag ihr Versorgungshof, der Vorläufer der heutigen Domäne. So wie die Pfalz um etwa 1200 verfiel, verfiel auch diese Anlage. Erst Bischof Udo von Hildesheim baute sie zur Burg aus und stellte dafür einen Vogt ein. Das war Eiko von Dorstadt, der sich den Namen „von Schladen“ gab. Die Burg blieb bis 1353 im Besitz der Grafen von Schladen, wurde von Bischof Heinrich III. für das Hochstift Hildesheim erworben, gelangte zusammen mit dem Dorf nach der Hildesheimer Stiftsfehde 1523 in den Besitz der Wolfenbüttler Herzöge und fiel 1643 mit der Restitution des Großen Stifts an dieses zurück. Nach dem großen Brand von 1699 wurde auf dem Gelände 1728 die katholische Kirche erbaut. Im ausgehenden 18. Jahrhundert erhielt die Domäne einen Park, Gartenanlagen und eine Schäferei.
Im Jahre 1803 fiel Schladen durch Reichsdeputationshauptschluss gemeinsam mit dem Hochstift Hildesheim an Preußen, 1815 jedoch an Hannover, mit dessen Annexion es 1866 erneut preußisch wurde. 1885 gelangte es zum Landkreis Goslar, mit dem es 1941 von Preußen an Braunschweig umgegliedert wurde.
Der 1750 erbaute große Schafstall der Domäne beherbergt heute die Gemeindeverwaltung, das Dorfgemeinschaftshaus und das Schützenhaus. Im Heimathaus „Alte Mühle“ findet der Besucher Grabungsfunde der Pfalz, darunter deren „Heißluftsteine“, Vorläufer einer Zentralheizung.
Im „Bocla“ (auch „Buchladen“; heute „Boklah“ westlich des Ortes), der alten Gerichtsstätte im Leragau, wurde 1784 der wohl berühmteste Schladener, Leo von Klenze, geboren. Er stieg später zum Hofbaumeister des bayerischen Königs Ludwig I. auf, wurde geadelt und war einer der bedeutendsten Architekten des Klassizismus (Glyptothek, Propyläen, Alte Pinakothek, Walhalla, Bauentwurf für die Neue Eremitage in Sankt Petersburg). Umfangreiche Informationen zu seinem Schaffen finden sich im Obergeschoss des Heimathauses „Alte Mühle“.
Am 1. März 1974 wurden die Gemeinden Beuchte, Isingerode und Wehre eingegliedert, während Schladen im Austausch gegen Bad Harzburg dem Landkreis Wolfenbüttel zugeordnet wurde. Zusammen mit der Stadt Hornburg und den Gemeinden Gielde und Werlaburgdorf (Werla) entstand die Samtgemeinde Schladen, die zum 1. November 2013 aufgelöst und in die Einheitsgemeinde Schladen-Werla umgewandelt wurde.

## Religion

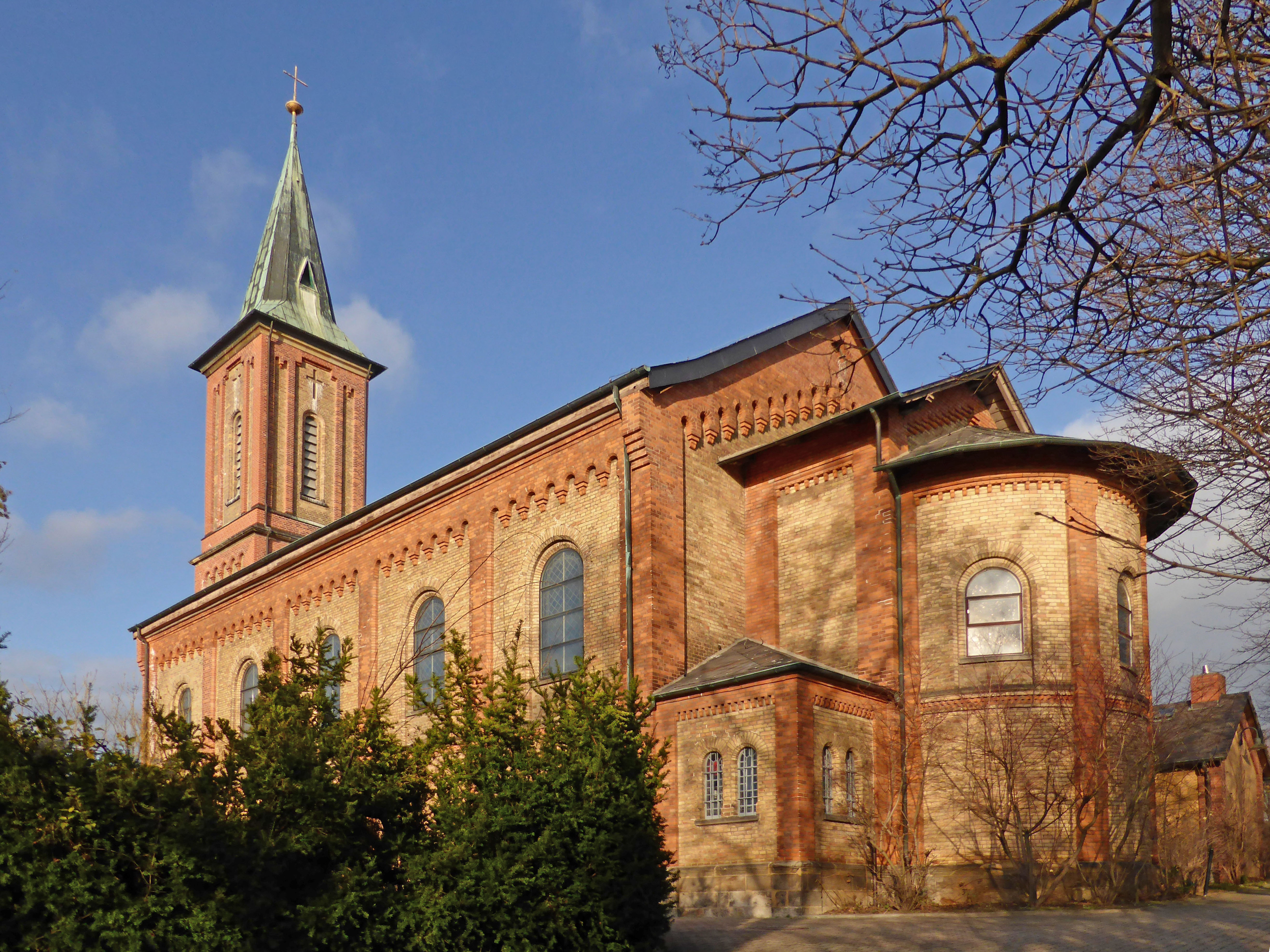
St.-Marien-Kirche

Die evangelisch-lutherische Kirchengemeinde gehört zur Propstei Schöppenstedt.
Die katholische St.-Marien-Kirche gehört heute zur Pfarrgemeinde Mariä Verkündigung in Liebenburg.
Die neuapostolische Gemeinde wurde 2008 aufgelöst, sie war die älteste Gemeinde der Neuapostolischen Kirche Mitteldeutschland. Das Kirchengebäude an der Franz-Kaufmann-Straße kam in Privatbesitz und wird heute profan genutzt.

## Politik

### Ortsrat

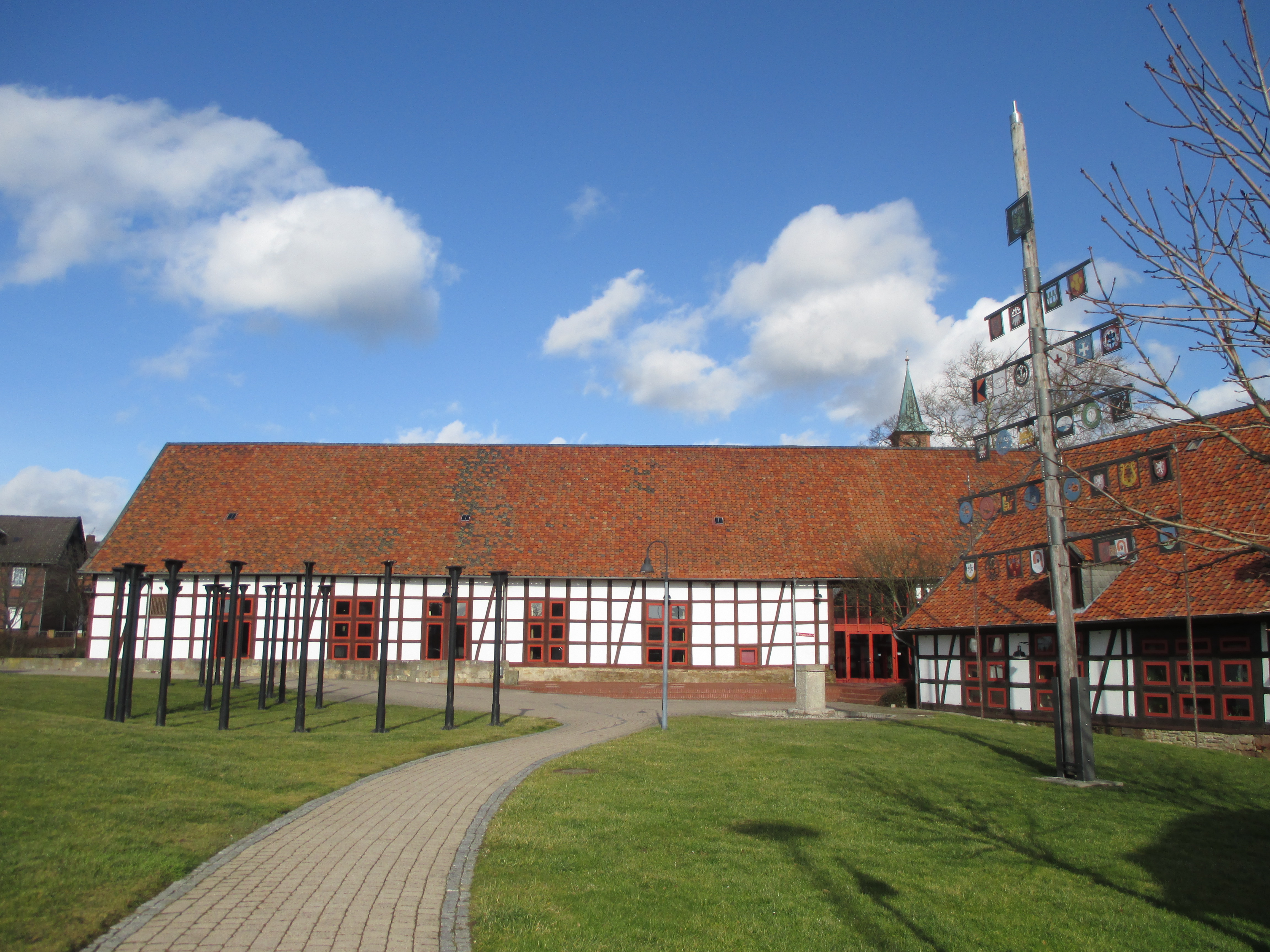
Gemeindeverwaltung von Schladen-Werla im Ortskern

Der Ortsrat, der Schladen vertritt, setzt sich aus neun Mitgliedern zusammen. Die Ratsmitglieder werden durch eine Kommunalwahl für jeweils fünf Jahre gewählt.
Bei der Kommunalwahl 2021 ergab sich folgende Sitzverteilung:
| Ortsrat 2021Insgesamt 9 Sitze - SPD: 6 - CDU: 2 - AfD: 1 |

### Ortsbürgermeister
Ortsbürgermeister ist Michael Hausmann (SPD).

### Wappen
Blasonierung: „In Rot ein silberner Löwe“. Durch Kriegsschäden ist eine genaue Bestimmung, wann Schladen das Wappen in seiner heutigen Form erhalten hat, nicht möglich, Vermutungen legen nahe, dass es vor 1925 vom Preußischen Staatsministerium verliehen wurde. Es lehnt sich an das Schildbild der Herren von Schladen an, welche den aus dem Wirtschaftsbezirk der alten Königspfalz Werla hervorgegangenen Hof Schladen vom Bischof von Hildesheim 1110 erhielten und sich als Grafen von Schladen benannten. Im Wappen des Landkreises Goslar, zu dem Schladen bis 1974 gehörte, ist zur Erinnerung an das 1362 ausgestorbene Geschlecht derer zu Schladen ebenfalls ein weißer Löwe auf rotem Grund erhalten.

### Gemeindepartnerschaften
Die Gemeinde Schladen pflegt Partnerschaften mit Derenburg (jetzt ein Stadtteil von Blankenburg/Harz) in Sachsen-Anhalt und Pays de Guîtres in Frankreich.

## Kultur und Sehenswürdigkeiten
- Auf dem Weinberg befindet sich die weithin sichtbare katholische Kirche St. Marien, die 1907/08 als Ersatz für die durch Blitzschlag zerstörte Vorgängerkirche St. Joseph aus dem 19. Jahrhundert erbaut wurde.
- Die Evangelische Kirche Schladen befindet sich an der Kirchstraße, wurde 1710 errichtet und 1823 um den Kirchturm ergänzt.
- Unweit von Schladen befinden sich im Sudholz mehrere Grabhügel, deren erste Untersuchungen in den 1930er Jahren vorgenommen wurden. 1947 vermaß man 23 Hügel, von denen drei 1959 und 1961 von Alfred Tode untersucht werden konnten. Besonders ein Hügel hob sich hervor, bei dem eine 2 × 2 m große Grube gefunden wurde, die 80 cm tief in die alte Oberfläche eingetieft war. Man fand verschiedene Holzkohlereste und Leichenbrand eines Scheiterhaufens, sowie als einzige Beigabe eine Bronzenadel mit quergeripptem, beinahe kugeligem Kopf. Im gleichen Hügel befand sich auf einer höheren Ebene unter einem Steinpflaster eine 50 cm im Durchmesser große Brandschüttungsgrube, von der eine unverzierte Kugelkopfnadel geborgen werden konnte. Zu den weiteren Funden Todes zählen einige Scherben und ein Steinbeil. Geländebegehungen zu Beginn der 1980er Jahre stellten 24 Grabhügel fest, von denen 20 in runder Form erhalten sind mit einem Durchmesser von 12 bis 25 m. Die vier länglichen Hügel sind 20 bis 30 m lang und 13 bis 22 m breit. In ihrer Höhe reichen sie von 0,20 m bis zu 1,60 m.[7]

- Auf dem Friedhof des Ortes ist der Schauspieler Hubert von Meyerinck beerdigt.

## Wirtschaft und Infrastruktur

### Unternehmen
Die Hauptwirtschaftszweige sind die Landwirtschaft, der Tourismus (wegen Schladens Nähe zum Harz) und die zuckerverarbeitende Industrie. In Schladen steht eine Zuckerfabrik der Nordzucker AG. Größter Arbeitgeber ist die Grotjahn-Stiftung.
Eine Attraktion ist die Schlangenfarm von Schladen. Sie wurde 1980 von Jürgen Hergert, dem zweimaligen Weltmeister im so genannten „Schlangen sit-in“, eröffnet und wird seit 2022 von Oliver Keudel und Svenja Büsing geführt.

### Verkehr
Schladen befindet sich unmittelbar östlich der A 36 sowie an der B 82 und ist darüber hinaus mit dem Bahnhof Schladen (Harz) an die Bahnstrecke Braunschweig–Bad Harzburg angebunden.

## Persönlichkeiten
- Leo von Klenze (1784–1864), Architekt und Schriftsteller
- Ida von Scheele-Müller (1862–1933), Opernsängerin
- Alfred Grotjahn (1869–1931), Mediziner
- Johannes Spanuth (1874–1950), lutherischer Theologe
- Constanz Brüel (1892–1966), Jurist und Oberlandeskirchenrat
- Gerhard Heintze (1912–2006), lutherischer Theologe und Landesbischof der Evangelisch-Lutherischen Landeskirche in Braunschweig
- Günther Reichelt (1926–2021), Biologe, Geowissenschaftler und Naturschützer
- Manfred Flotho (1936–2021), Jurist und Richter
- Uwe Hain (* 1955), Fußballspieler
- Mathias Hain (* 1972), Fußballspieler